# Maison de Hohenzollern
Pour les articles homonymes, voir Hohenzollern (homonymie).
La maison de Hohenzollern (/ˈhoːəntsɔlɐn/) est une famille impériale et royale européenne qui régna en tant qu'empereurs sur l'Allemagne, en tant que rois sur la Prusse et la Roumanie, en tant que princes-électeurs sur le Brandebourg, en tant que margraves sur Schwedt, Bayreuth, Kulmbach et Ansbach, en tant que burgraves sur Nuremberg, en tant que comtes puis princes sur la principauté de Hohenzollern-Hechingen et en tant que princes sur la principauté de Hohenzollern-Sigmaringen.

## Histoire
La famille des comtes issus de Zollern prend une influence grandissante à partir du XIe siècle, et donne naissance à la dynastie des Hohenzollern qui se ramifie progressivement en plusieurs branches au cours des siècles, et règne pendant 900 ans sur plusieurs territoires. Leur souveraineté s'étend d'abord sur de petits territoires puis, au fil des siècles, sur des États de plus en plus étendus.
Le berceau de la maison de Hohenzollern se situe autour de la ville de Hechingen en Souabe vers le XIe siècle. Le nom de cette famille tire ses origines dans le nom de leur château de Hohenzollern. La maison de Hohenzollern a pour devise « Sinus Deo » "Rien sans Dieu" et son blason apparaît en 1192.
La maison de Hohenzollern se divise en deux branches :
- la branche aînée catholique de Souabe qui régna dans la région d'Hechingen et Sigmaringen. En 1849, la principauté de Hohenzollern-Hechingen et la principauté de Hohenzollern-Sigmaringen furent cédées volontairement au royaume de Prusse, devenant la province de Hohenzollern. La lignée Hohenzollern-Hechingen s'éteignit en 1869 et à cette date la lignée de Hohenzollern-Sigmaringen prit le titre de prince de Hohenzollern. Charles, le fils cadet de Charles-Antoine, dernier prince régnant de Hohenzollern-Sigmaringen, fut élu en 1866 prince de Roumanie puis proclamé roi en 1881, tandis que l'aîné Léopold fut un temps pressenti pour devenir roi d'Espagne. L'ancienne famille royale de Roumanie, qui a régné jusqu'en 1947, descend en droite ligne de Léopold de Hohenzollern. Elle est donc un rameau des Hohenzollern-Sigmaringen.
- la branche cadette protestante de Franconie qui régna avec Frédéric Ier de Brandebourg sur la marche de Brandebourg depuis 1415, lui permettant d'être prince-électeur du Saint-Empire romain germanique, puis sur le Duché de Prusse dès 1525, fiefs réunis au sein d'une union Brandebourg-Prusse en 1618 qui donnera naissance au royaume de Prusse en 1701.

Au XIXe siècle, ses souverains parviennent à régner sur un immense empire s'étendant de la Prusse à la Rhénanie, comprenant la Bavière et la Basse Saxe, auquel vont s'ajouter les colonies correspondant à une partie de l'actuel Cameroun et de l'actuelle Tanzanie, du Togo et de la Namibie. Les différents monarques prussiens qui se succèdent sont les artisans de l'instauration d'un Empire allemand s'étendant de Königsberg à Metz, qui coexiste au cours de ses 47 ans d'existence avec l'Autriche-Hongrie dont le territoire s'étend d'Innsbruck à Cracovie et Sarajevo (que les Hohenzollern ont expulsé en 1866 de la sphère Allemande). Minée par sa diversité culturelle et entourée d'ennemi, l'Autriche-Hongrie est engloutie dans la défaite de 1918. Plus homogène, l'Empire allemand subsiste en tant qu'État mais devient une démocratie parlementaire, la république de Weimar.
À partir de la proclamation de l'Empire allemand en 1871, ils ajoutèrent à leurs titres celui d'Empereur allemand qu'ils conservèrent jusqu'en 1918, date à laquelle Guillaume II fut contraint à l'abdication, conséquence de la défaite allemande pendant la Première Guerre mondiale et de la révolution allemande de novembre 1918.

### Comte et princes de Hohenzollern-Sigmaringen - (1576-1623-1849)

Charles-Antoine de Hohenzollern-Sigmaringen.

## Origine de la maison de Hohenzollern

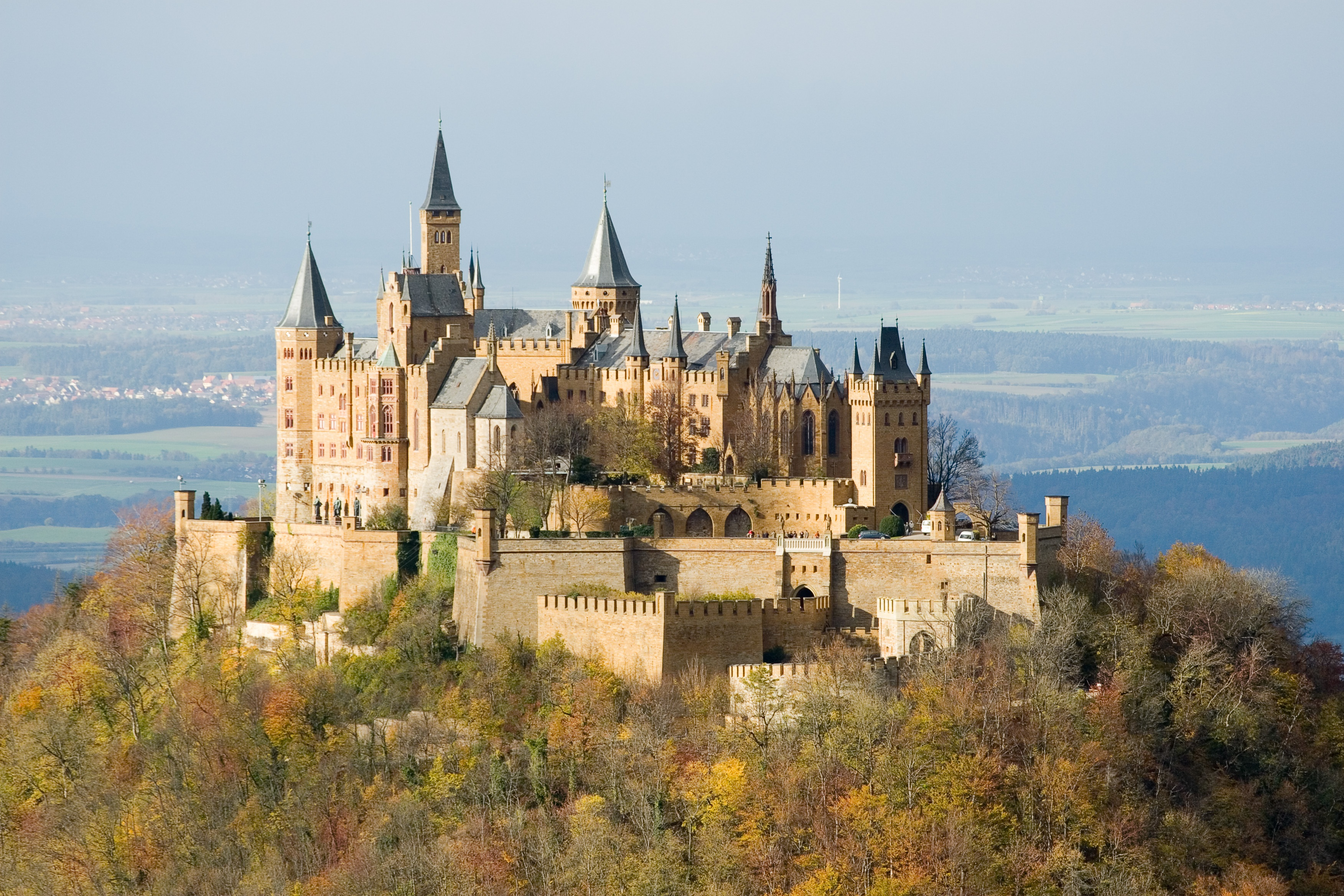
Château de Hohenzollern.

Les comtes de Zollern régnèrent de 1061 à 1204 et auraient pour ascendants la maison des Burchardinger.
- jusqu'en 1061 : Burchard Ier, comte de Zollern (ancêtre hypothétique)
- avant 1125 : Frédéric Ier, comte de Zollern
- 1142 : Frédéric II, comte de Zollern
- avant 1171 : Frédéric Ier de Nuremberg-Zollern (Frédéric III, comte de Zollern)

## La branche aînée de Souabe
La branche de Souabe est la branche aînée de la maison de Hohenzollern, elle fut fondée par le burgrave Frédéric IV de Nuremberg. Cette branche de Souabe comprenait les principautés de Hechingen, Sigmaringen et Haigerloch. Cette branche souabe resta catholique romaine, en 1567, elle fut divisée en trois lignées : Hohenzollern-Hechingen, Hohenzollern-Sigmaringen et Hohenzollern-Haigerloch. Au décès du dernier comte de Hohenzollern, Charles Ier de Hohenzollern (1512-1579), le territoire fut divisé entre ses trois fils :
- Eitel-Frédéric Ier de Hohenzollern-Hechingen (1545-1605)
- Charles II de Hohenzollern-Sigmaringen (1547-1606)
- Christophe de Hohenzollern-Haigerloch (1552-1592).

Ces trois principautés ne furent pas développées, c'est l'une des raisons pour lesquelles pendant la majeure partie de leur existence elles ne tinrent que peu d'importance dans l'histoire allemande. Toutefois, elles conservèrent leur rang de lignée royale et des membres de ces trois branches furent mariés à des princesses ou des princes de maisons royales d'Europe.
En 1667, la principauté de Hohenzollern-Haigerloch fut incorporée aux deux autres. En 1849, les princes de Hohenzollern-Hechingen et Hohenzollern-Sigmaringen abdiquèrent et les principautés furent incorporées comme province de la Prusse des Hohenzollern.
La lignée mâle de Hohenzollern-Hechingen cessa d'être dynaste en 1869, mais elle subsiste de nos jours avec le rameau morganatique des comtes de Rothenburg,,,, dont le chef est le comte Wilhelm Josef de Rothenburg (né en 1945), arrière-petit-fils de Constantin de Hohenzollern-Hechingen, le dernier prince souverain. Wilhelm Josef de Rothenburg est l'aîné de toute la maison de Hohenzollern.
Le prince Charles, second fils de Charles-Antoine de Hohenzollern-Sigmaringen (dernier prince régnant de Hohenzollern-Sigmaringen), fut désigné prince de Roumanie et ensuite roi de Roumanie. Le roi Charles Ier de Roumanie n'eut pas de descendants. Ce fut Ferdinand Ier de Roumanie qui lui succéda en 1914.
Après la révolte espagnole qui poussa Isabelle II d'Espagne à abdiquer en 1870, Léopold de Hohenzollern-Sigmaringen, fils aîné de Charles-Antoine, se vit offrir le trône d'Espagne. Malgré le soutien de Otto von Bismarck, Léopold de Hohenzollern-Sigmaringen refusa ce trône, mais la France déclara malgré tout la guerre à la Prusse en 1870.
La fille cadette de Charles-Antoine, la princesse Marie de Hohenzollern-Sigmaringen, se maria avec le prince Philippe de Belgique (frère du roi Léopold II de Belgique). Elle est la mère du roi Albert Ier de Belgique.
De nos jours, la lignée de Hohenzollern-Sigmaringen est représentée notamment par le dernier roi de Roumanie, Michel Ier de Roumanie, et ses filles.

### Comtes de Hohenzollern (1204-1575)

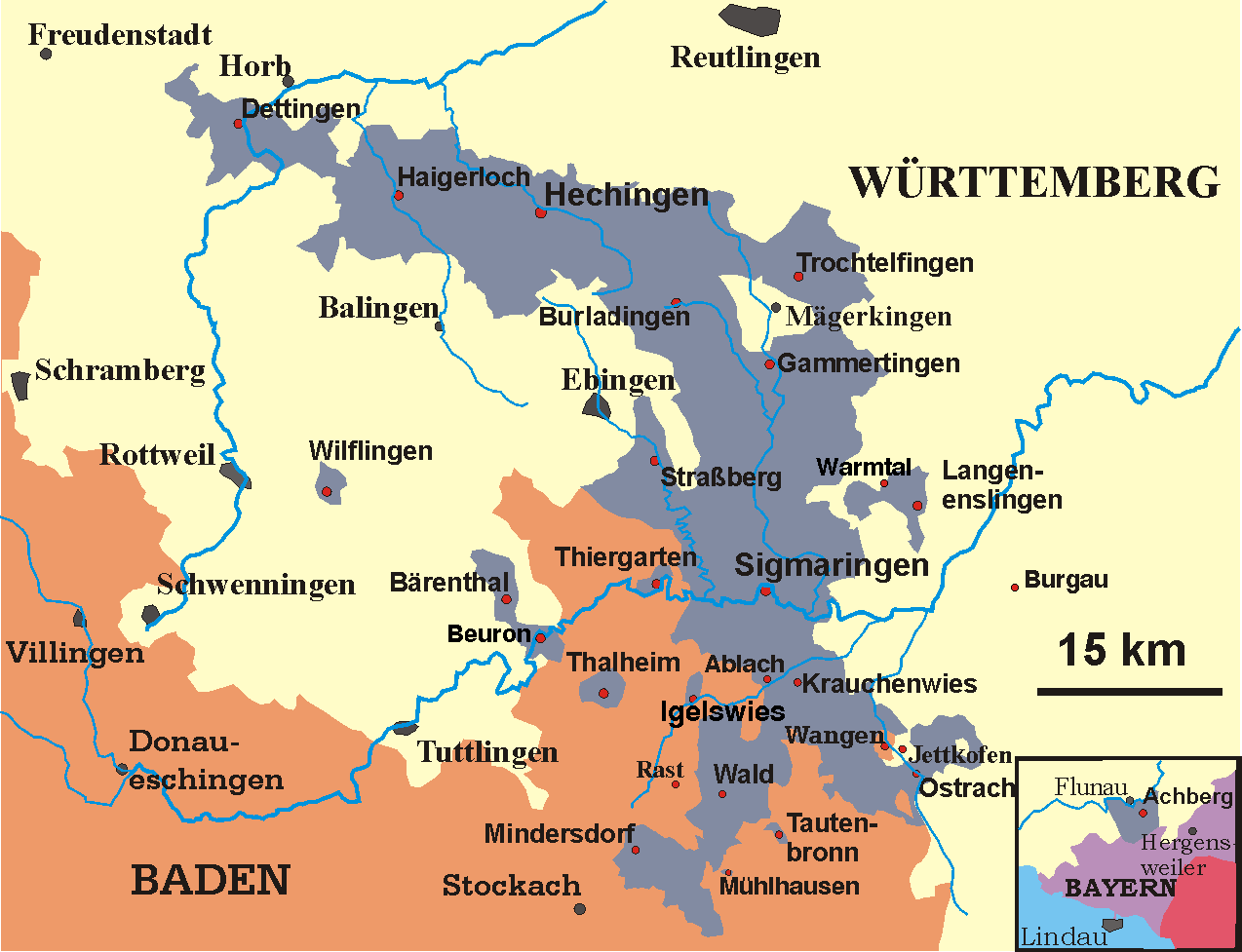
Hohenzollern-Hechingen et Hohenzollern-Sigmaringen (1930).

En 1204, le comté de Hohenzollern fut établi en dehors de la fusion entre le comté de Zollern et le burgraviat de Nuremberg.
- 1204-1251/1255 : Frédéric II de Nuremberg
- 1251/1255-1289 : Frédéric V de Zollern
- 1289-1298 : Frédéric VI de Zollern
- 1298-1309 : Frédéric VII de Zollern
- 1309-1333 : Frédéric VIII de Zollern
- 1333-1377 : Frédéric IX de Hohenzollern
- 1377-1401 : Frédéric XI de Hohenzollern
- 1426-1439 : Eitel-Frédéric Ier de Hohenzollern
- 1439-1488 : Just-Nicolas Ier de Hohenzollern
- 1488-1512 : Eitel-Frédéric II de Hohenzollern
- 1512-1525 : Eitel-Frédéric III de Hohenzollern
- 1525-1575 : Charles Ier de Hohenzollern

En 1575, le comté de Hohenzollern fut divisé en deux principautés : Hohenzollern-Hechingen, Hohenzollern-Sigmaringen.

### Comtes puis princes de Hohenzollern-Hechingen - (1576-1623-1849)
Le comté de Hohenzollern-Hechingen fut créé en 1576.
- 1576-1605 : Eitel-Frédéric Ier de Hohenzollern-Hechingen
- 1605-1623 : Jean Georges de Hohenzollern-Hechingen (1er prince de Hohenzollern-Hechingen)
- 1623-1661 : Eitel-Frédéric II de Hohenzollern-Hechingen
- 1661-1671 : Philippe Christophe Frédéric de Hohenzollern-Hechingen
- 1671-1730 : Frédéric-Guillaume de Hohenzollern-Hechingen
- 1730-1750 : Frédéric Louis de Hohenzollern-Hechingen
- 1750-1798 : Joseph Frédéric Guillaume de Hohenzollern-Hechingen
- 1798-1810 : Hermann de Hohenzollern-Hechingen
- 1810-1838 : Frédéric de Hohenzollern-Hechingen
- 1838-1849 : Constantin de Hohenzollern-Hechingen

En 1849, la principauté de Hohenzollern-Hechingen fut vendue à la branche franconienne de la maison de Hohenzollern, elle fut incorporée au royaume de Prusse.

### Comtes de Hohenzollern-Haigerloch (1576-1634et1681-1767)
Le comté de Hohenzollern-Haigerloch est créé en 1576.
- 1576-1592 : Christophe de Hohenzollern-Haigerloch
- 1592-1620 : Jean Christophe de Hohenzollern-Haigerloch
- 1620-1634 : Charles de Hohenzollern-Haigerloch

Entre 1634 et 1681, le comté de Hohenzollern-Haigerloch est incorporé à la principauté de Hohenzollern-Sigmaringen.
- 1681-1702 : François Antoine de Hohenzollern-Sigmaringen, comte de Hohenzollern-Haigerloch
- 1702-1750 : Ferdinand Léopold de Hohenzollern-Sigmaringen, comte de Hohenzollern-Haigerloch
- 1750-1767 : François Christophe Antoine de Hohenzollern-Sigmaringen, comte de Hohenzollern-Haigerloch

Après le décès de François Christophe Antoine de Hohenzollern-Haigerloch, le comté de Hohenzollern-Haigerloch est définitivement incorporé à la principauté de Hohenzollern-Sigmaringen en 1767.

Généalogie de la maison de Hohenzollern

## Branche cadette franconienne, branche de Brandebourg-Prusse
La branche cadette franconienne de la maison de Hohenzollern fut fondée par Conrad Ier de Zollern, burgrave de Nuremberg.
Cette branche devint protestante et s'agrandit par des alliances matrimoniales et l'acquisition de terres environnantes. Cette maison défendit les droits de la maison de Hohenstaufen et de la maison de Habsbourg du Saint-Empire romain germanique entre le XIIe et le XVe siècle, elle fut récompensée de son dévouement par de multiples avantages territoriaux.
Dans un premier temps, la famille fit de petites acquisitions dans les régions de Franconie et de Bavière :
- Ansbach en 1331
- Kulmbach en 1340

Dans un deuxième temps, la famille acquit des terres plus lointaines et plus vastes comme le Brandebourg et les régions prussiennes et polonaises :
- Margraviat de Brandebourg en 1415
- Duché de Prusse en 1618

Ces différentes acquisitions propulsèrent la maison de Hohenzollern, de petite famille princière à une des plus importantes maisons d'Europe.

### Burgraves de Nuremberg (1192-1427)

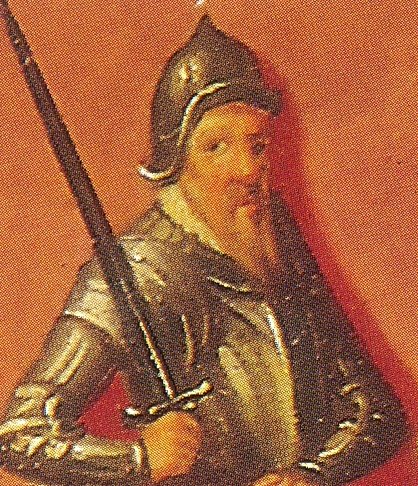
Frédéric VI de Nuremberg, Ier de Brandebourg.

- 1192-1200/1204 : Frédéric Ier de Nuremberg-Zollern, burgrave de Nuremberg, (Frédéric III, comte de Zollern)
- 1204-1218 : Frédéric II de Nuremberg, burgrave de Nuremberg, (Frédéric IV, comte de Zollern)
- 1218-1261/1262 : Conrad Ier de Nuremberg, burgrave de Nuremberg, (Conrad Ier, comte de Zollern)
- 1262-1297 : Frédéric III de Nuremberg, burgrave de Nuremberg, (Frédéric V, comte de Zollern)
- 1297-1300 : Jean Ier de Nuremberg, burgrave de Nuremberg (Jean Ier, comte de Zollern)
- 1300-1332 : Frédéric IV de Nuremberg, burgrave de Nuremberg, (Frédéric VI, comte de Zollern)
- 1332-1357 : Jean II de Nuremberg, burgrave de Nuremberg, (Jean II, comte de Zollern)
- 1357-1398 : Frédéric V de Nuremberg, burgrave de Nuremberg, (Frédéric VII, comte de Zollern).

À la mort de Frédéric V, ses deux fils divisèrent l'héritage paternel.
- 1398-1420 : Jean III de Nuremberg, margrave de Brandebourg-Kulmbach (Jean Ier)
- 1420-1427 : Frédéric VI de Brandebourg-Ansbach (margrave de Brandebourg-Ansbach, Frédéric Ier de Brandebourg, électeur de Brandebourg
- À la mort de Jean III de Nuremberg le 11 juin 1420, les deux principautés furent réunies sous le règne de Frédéric VI de Brandebourg-Ansbach. En 1412, Frédéric VI devint margrave de Brandebourg, électeur de Brandebourg (Frédéric Ier de Brandebourg). En 1420, il devint margrave de Brandebourg—Kulmbach.

À la mort de Frédéric Ier de Brandebourg ses terres furent partagées entre ses fils :
- Jean IV de Brandebourg-Culmbach, margrave de Brandebourg-Kulmbach
- Frédéric II de Brandebourg, électeur de Brandebourg
- Albert III Achille de Brandebourg, électeur de Brandebourg, margrave de Brandebourg-Ansbach.

En 1427, le titre de burgrave de Nuremberg fut incorporé aux titres de margrave de Brandebourg-Ansbach et margrave de Brandebourg-Kulmbach.

### Margraves de Brandebourg-Ansbach (1398-1791)
- 1398 : Frédéric Ier de Brandebourg (margrave de Brandebourg-Kulmbach)
- 1440 : Albert III Achille de Brandebourg (margrave de Brandebourg-Kulmbach et électeur de Brandebourg
- 1486 : Frédéric Ier de Brandebourg-Ansbach (margrave de Brandebourg-Kulmbach, électeur de Brandebourg
- 1515 : Georges Ier de Brandebourg-Ansbach (duc de Jägerndorf)
- 1543 : Georges Frédéric de Brandebourg-Ansbach (margrave de Brandebourg-Kulmbach, duc de Jägerndorf, régent de Prusse
- 1603 : Joachim Ernest de Brandebourg-Ansbach
- 1625 : Frédéric de Brandebourg-Ansbach
- 1634 : Albert de Brandebourg-Ansbach (1620-1667)
- 1667 : Jean Frédéric de Brandebourg-Ansbach
- 1686 : Christian Ier Albert de Brandebourg-Ansbach
- 1692 : Georges Frédéric II de Brandebourg-Ansbach
- 1703 : Guillaume Frédéric de Brandebourg-Ansbach
- 1723 : Charles Guillaume de Brandebourg-Ansbach (1712-1757)
- 1757 : Christian II Frédéric de Brandebourg-Ansbach (1757-1791)

Le 2 décembre 1791, Christian II Frédéric de Brandebourg-Ansbach vendit ses principautés à Frédéric-Guillaume II de Prusse.

### Margraves de Brandebourg-Kulmbach (1398-1604), puis Margrave de Brandebourg-Bayreuth (1604-1791)
- 1397 : Jean III de Nuremberg
- 1420 : Frédéric Ier de Brandebourg-Ansbach (margrave de Brandebourg-Ansbach)
- 1440 : Jean IV de Brandebourg-Culmbach
- 1457 : Albert III Achille de Brandebourg (margrave de Brandebourg-Ansbach, électeur de Brandebourg)
- 1464 : Frédéric II de Brandebourg (électeur de Brandebourg)
- 1486 : Sigismond de Brandebourg-Kulmbach
- 1495 : Frédéric Ier de Brandebourg-Ansbach (margrave de Brandebourg-Ansbach)
- 1515 : Casimir de Brandebourg-Culmbach
- 1527 : Albert II Alcibiade de Brandebourg-Culmbach
- 1553 : Georges Frédéric de Brandebourg-Ansbach (margrave de Brandebourg, margrave de Brandebourg-Ansbach, duc de Brandebourg, duc de Jägerndorf, régent de Prusse
- 1603 : Christian Ier de Brandebourg-Bayreuth
- 1655 : Christian-Ernest de Brandebourg-Bayreuth
- 1712 : Georges Ier Guillaume de Brandebourg-Bayreuth
- 1726 : Georges-Frédéric-Charles de Brandebourg-Bayreuth
- 1735 : Frédéric de Brandebourg-Bayreuth (Frédéric IV)
- 1763 : Frédéric-Christian de Brandebourg-Bayreuth
- 1769 : Christian II Frédéric de Brandebourg-Ansbach (margrave de Brandebourg-Ansbach)

Le 2 décembre 1791, Christian II Frédéric de Brandebourg-Ansbach vendit la principauté de Brandebourg-Bayreuth à Frédéric-Guillaume II de Prusse.

### Ducs de Brandebourg-Jägerndorf (1523-1622)
Le grand duché de Brandebourg-Jägerndorf fut acheté en 1523.
- 1541-1543 : Georges Ier de Brandebourg-Ansbach
- 1543-1603 : Georges Frédéric de Brandebourg-Ansbach
- 1603-1606 : Joachim III Frédéric de Brandebourg
- 1606-1621 : Jean Georges de Brandebourg

Le grand duché de Brandebourg-Jägerndorf fut confisqué par Ferdinand III du Saint-Empire en 1622.

### Margrave de Brandebourg-Küstrin (1535-1571)
le margraviat de Brandebourg-Küstrin fut créé selon les lois de succession de la maison de Hohenzollern, cette principauté échut à la jeune lignée de Brandebourg.
- 1531-1571 : Jean Ier de Brandebourg-Küstrin

À la mort de Jean Ier, la principauté de Brandebourg-Küstrin fut intégré au margraviat et l'électorat de Brandebourg en 1571.

### Margraves de Brandebourg-Schwedt (1688-1788)
De 1688 à 1788, le margraviat de Brandebourg-Schwedt fut une branche de la maison de Hohenzollern.
- 1688-1711 : Philippe-Guillaume de Brandebourg-Schwedt
- 1731-1771 : Frédéric-Guillaume de Brandebourg-Schwedt
- 1771-1788 : Henri-Frédéric de Brandebourg-Schwedt

### Margraves et électeurs de Brandebourg (1417à1806)
- 1415-1440 : Frédéric Ier de Brandebourg

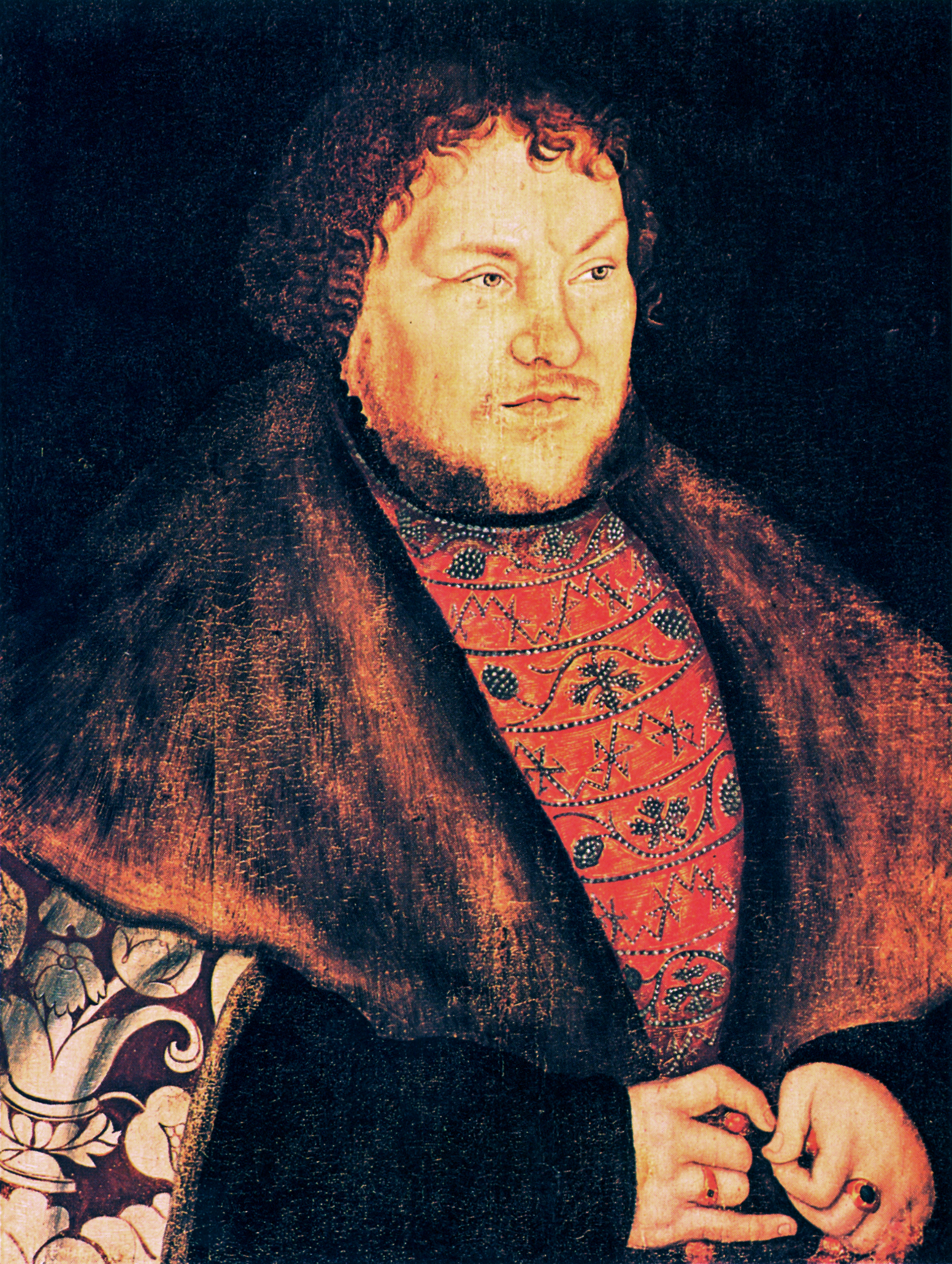
Joachim Ier Nestor de Brandebourg.

- 1440-1470 : Frédéric II de Brandebourg
- 1470-1486 : Albert III Achille de Brandebourg
- 1486-1499 : Jean Ier Cicéron de Brandebourg
- 1499-1535 : Joachim Ier Nestor de Brandebourg
- 1535-1571 : Joachim II Hector de Brandebourg
- 1571-1598 : Jean II Georges de Brandebourg
- 1598-1608 : Joachim III Frédéric de Brandebourg
- 1608-1619 : Jean III Sigismond de Brandebourg
- 1619-1640 : Georges-Guillaume Ier de Brandebourg
- 1640-1688 : Frédéric-Guillaume Ier de Brandebourg (dit Le Grand Électeur)
- 1688-1701 : Frédéric Ier de Prusse (Frédéric IV de Brandebourg)

En 1701, le titre d'électeur de Brandebourg est rattaché au titre de roi de Prusse.

### Roi en Prusse (1701-1772) puis de Prusse (1772-1871)
Le 18 janvier 1701, le titre de « roi en Prusse » est reconnu, même si les possessions de la maison de Hohenzollern se trouvent en dehors des limites du Saint-Empire romain germanique. En 1772, le titre de roi de Prusse est reconnu et les titres de duc de Prusse et d'électeur de Brandebourg lui sont attachés.
- 1701-1713 : Frédéric Ier
- 1713-1740 : Frédéric-Guillaume Ier, fils du précédent
- 1740-1786 : Frédéric II, fils du précédent
- 1786-1797 : Frédéric-Guillaume II, neveu du précédent
- 1797-1840 : Frédéric-Guillaume III, fils du précédent
- 1840-1861 : Frédéric-Guillaume IV, fils du précédent
- 1861-1871 : Guillaume Ier, frère du précédent

En 1871, le royaume de Prusse est intégré à l'Empire allemand.

Prusse (1919).

### Empereurs allemands et rois de Prusse (1871-1918)

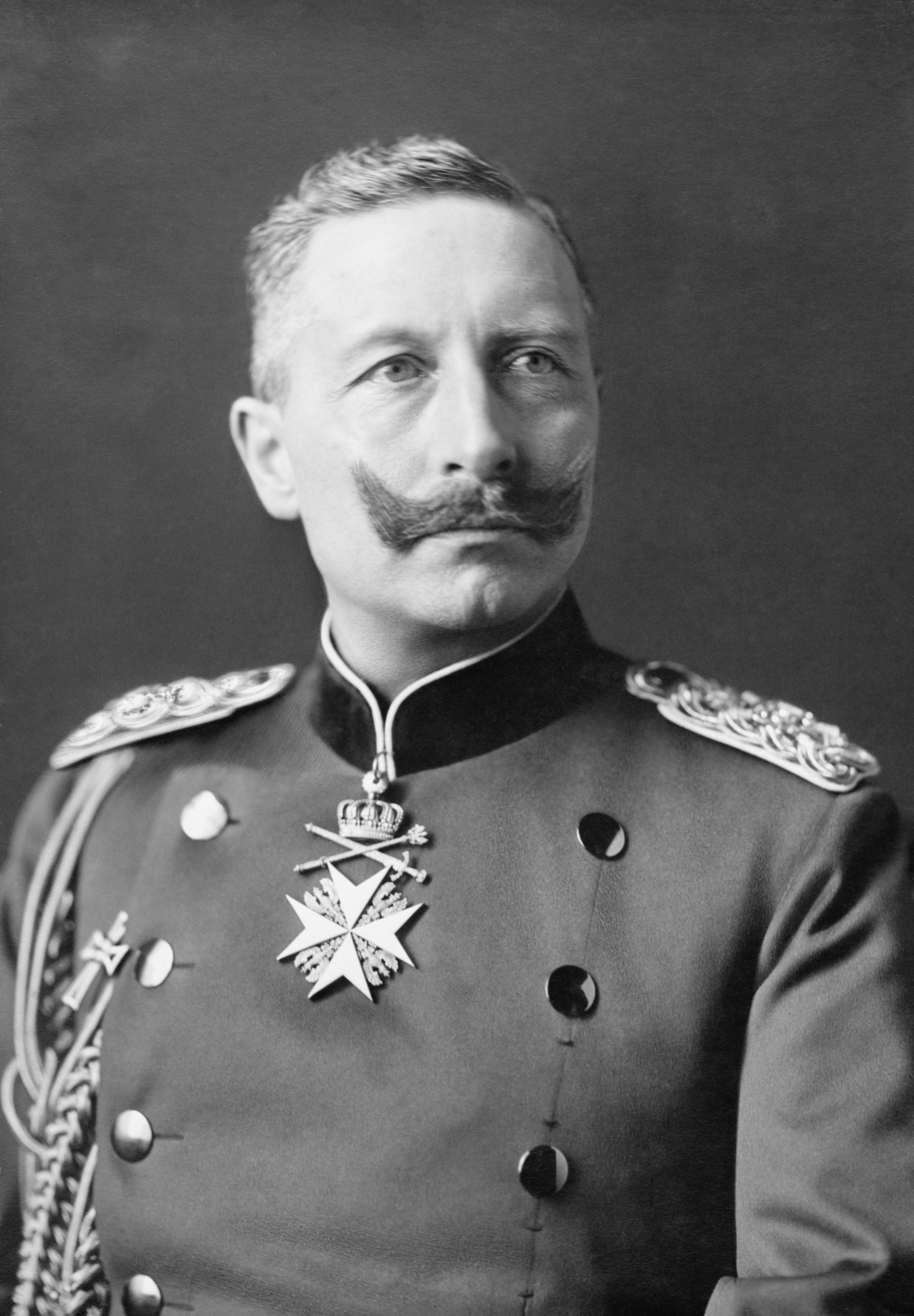
Guillaume II d'Allemagne.

En 1871, l'Empire allemand est proclamé et les titres de rois de Prusse, de duc de Prusse et d'électeur de Brandebourg sont rattachés au titre d'empereur allemand.
- 1871-1888 : Guillaume Ier
- 1888-1888 : Frédéric III, fils du précédent
- 1888-1918 : Guillaume II, fils du précédent

Le 9 novembre 1918, Guillaume II abdique, l'empire est aboli et la république proclamée.
La colossale fortune familiale est épargnée par la république de Weimar, qui va même jusqu’à expédier à Guillaume II, en exil aux Pays-Bas, l’intégralité de son argenterie et lui versera à partir de 1924 une rente mensuelle de 50 000 marks, après avoir rendu 97 000 hectares de terres et une douzaine de châteaux à la famille. Celle-ci perd cependant une partie de sa fortune après la Seconde Guerre mondiale à la suite de la réforme agraire proclamée par les communistes en Allemagne de l'Est, qui aboutit à la collectivisation des biens des grands propriétaires fonciers. En outre, en raison de leur implication dans le régime nazi, les Hohenzollern perdent leur droit de résidence dans leurs châteaux situés à l’est de l’Elbe. De nos jours, la famille est en conflit avec l’État allemand pour obtenir la restitution des biens dont elle fut expropriée. Elle réclame en particulier son « patrimoine oriental », soit plus de 7 000 œuvres d’art, du mobilier et des objets de représentation, qui furent exposés dans les musées de la RDA et aujourd’hui dans les musées de Berlin et du Brandebourg.

### Prétendants au trône allemand de1918à nos jours
Après la mort de Guillaume II en 1941, les chefs de la maison impériale d'Allemagne et royale de Prusse sont :
- 1941-1951 : Guillaume de Prusse, fils de Guillaume II
- 1951-1994 : Louis-Ferdinand de Prusse, fils du précédent
- depuis 1994 : Georges-Frédéric de Prusse, petit-fils du précédent

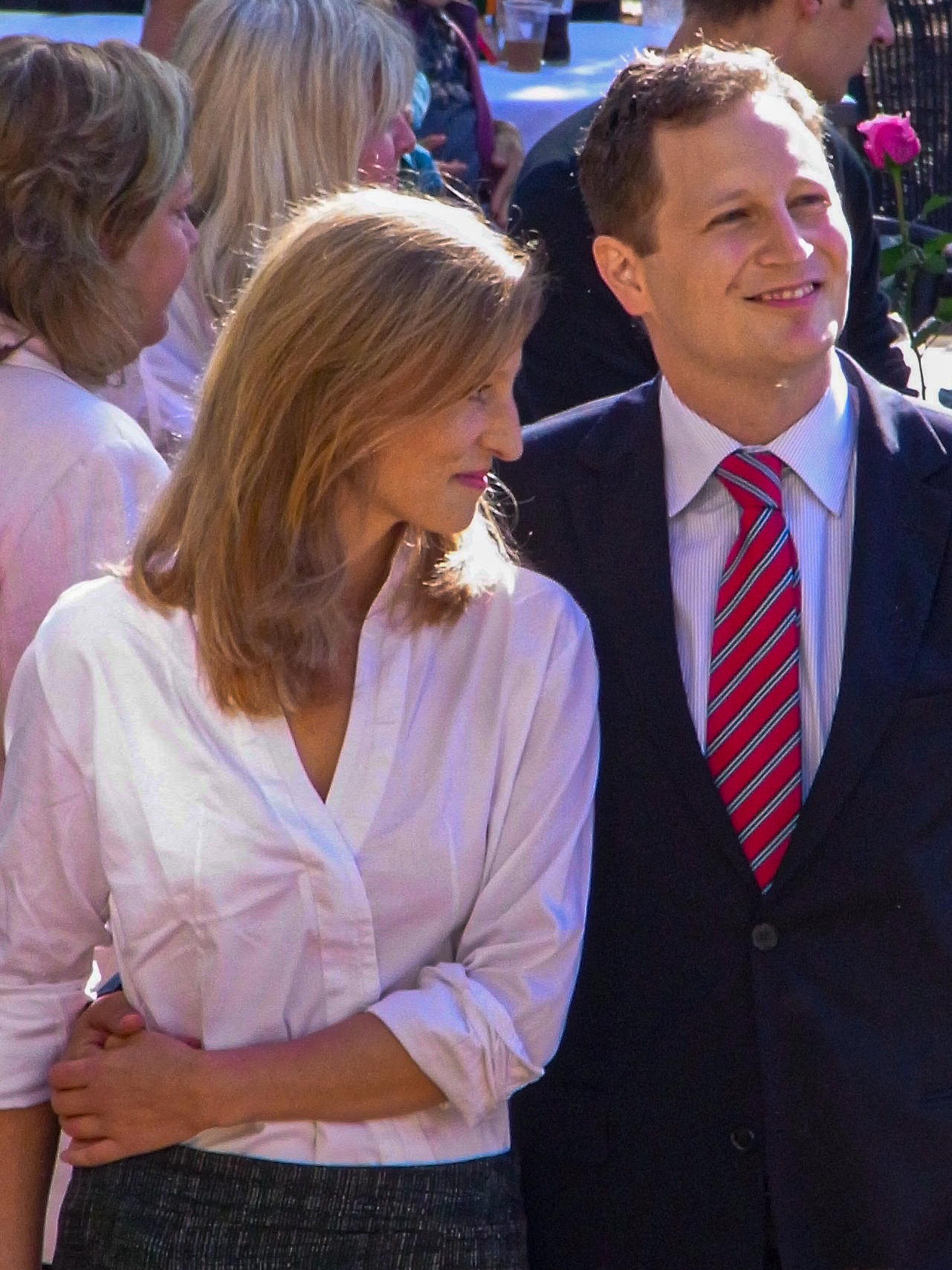
Georges-Frédéric et Sophie de Prusse.

Le chef de la branche de Brandebourg-Prusse de la maison de Hohenzollern est le prince Philip Kiril de Prusse,, (né en 1968), qui est pasteur luthérien, dont un des cousins germains est Georges-Frédéric de Prusse (né en 1976), « prince titulaire du royaume de Prusse et de l'Empire allemand », qui revendique également le titre de « prince d'Orange ».

## Les châteaux des Hohenzollern
Châteaux construits par des Hohenzollern ou ayant appartenu à des membres de la famille Hohenzollern:

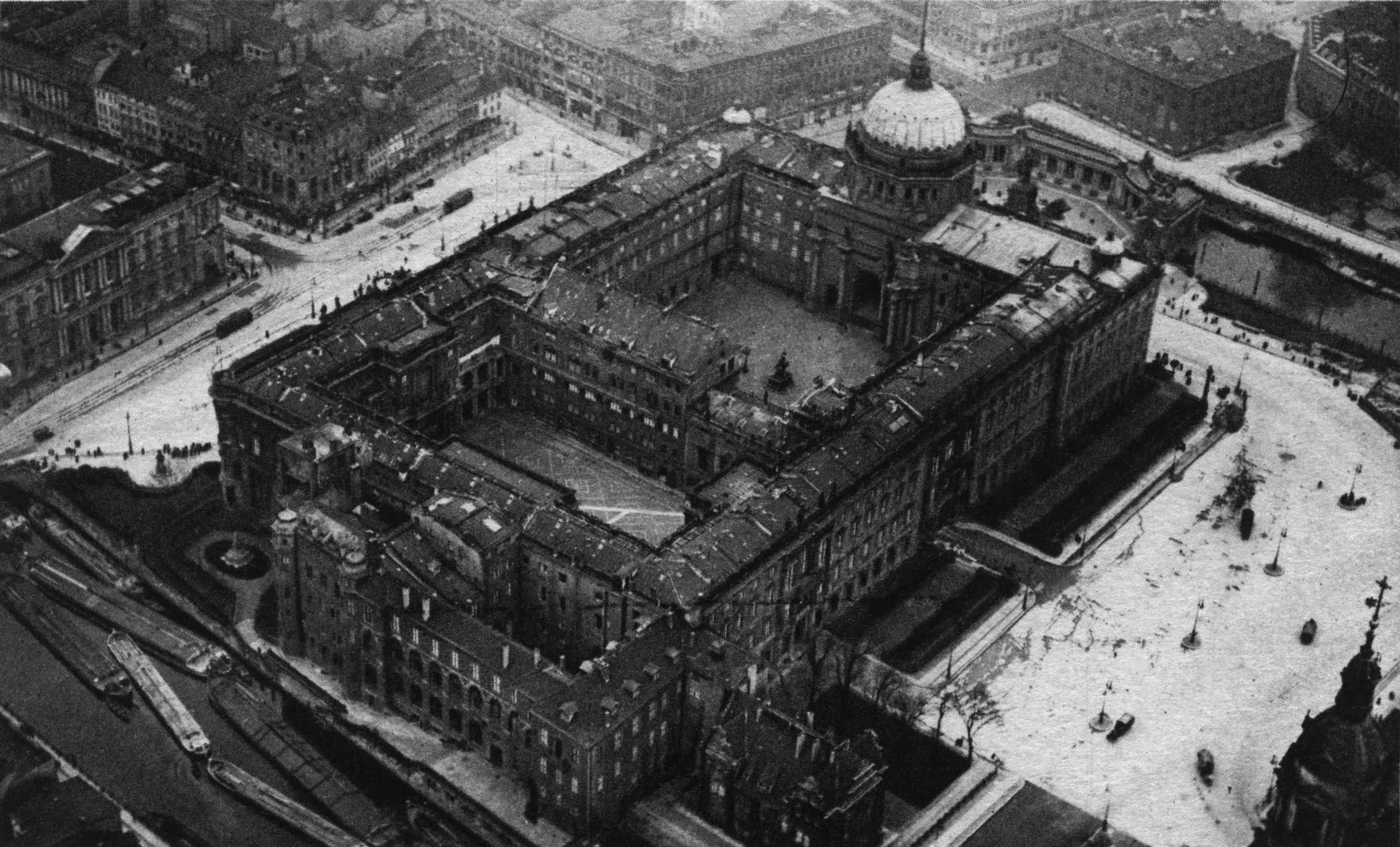
Château de Berlin.
Château de Charlottenbourg (Berlin).
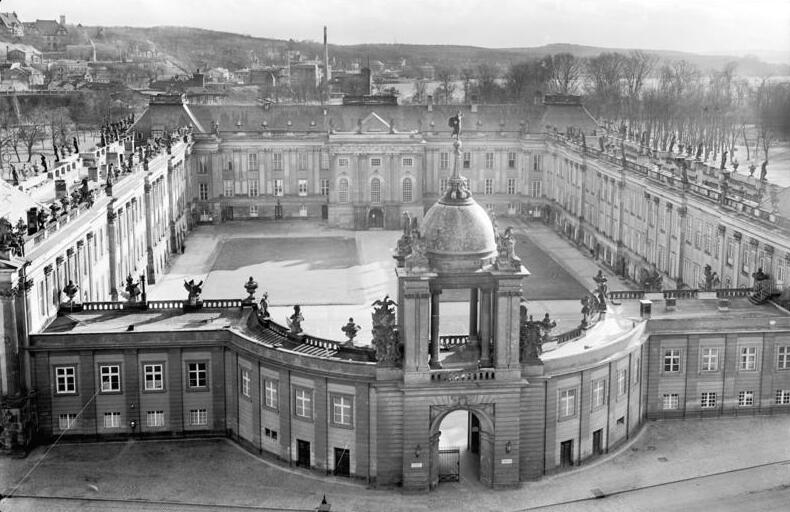
Château de Potsdam.
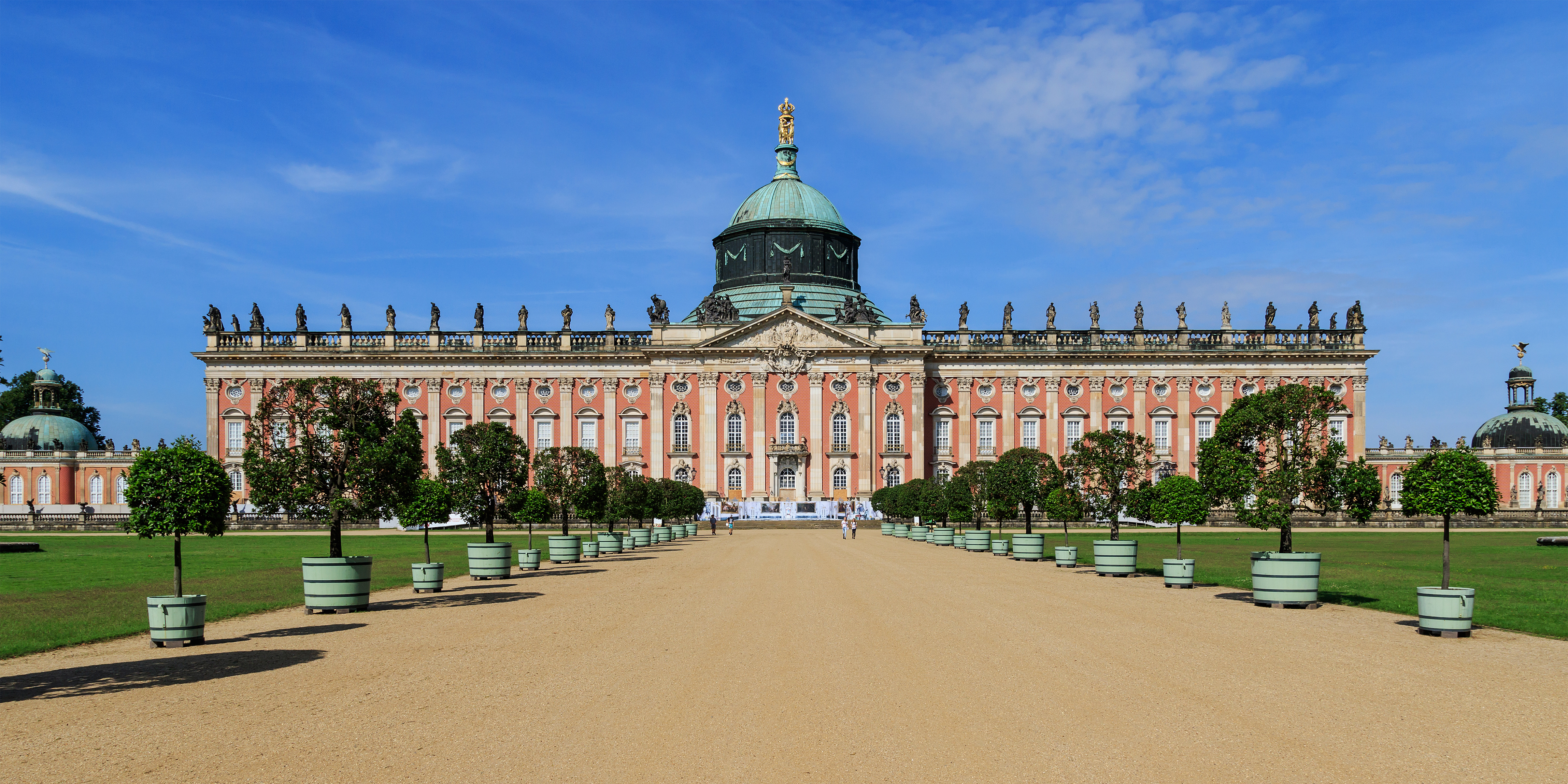
Nouveau Palais (Potsdam).
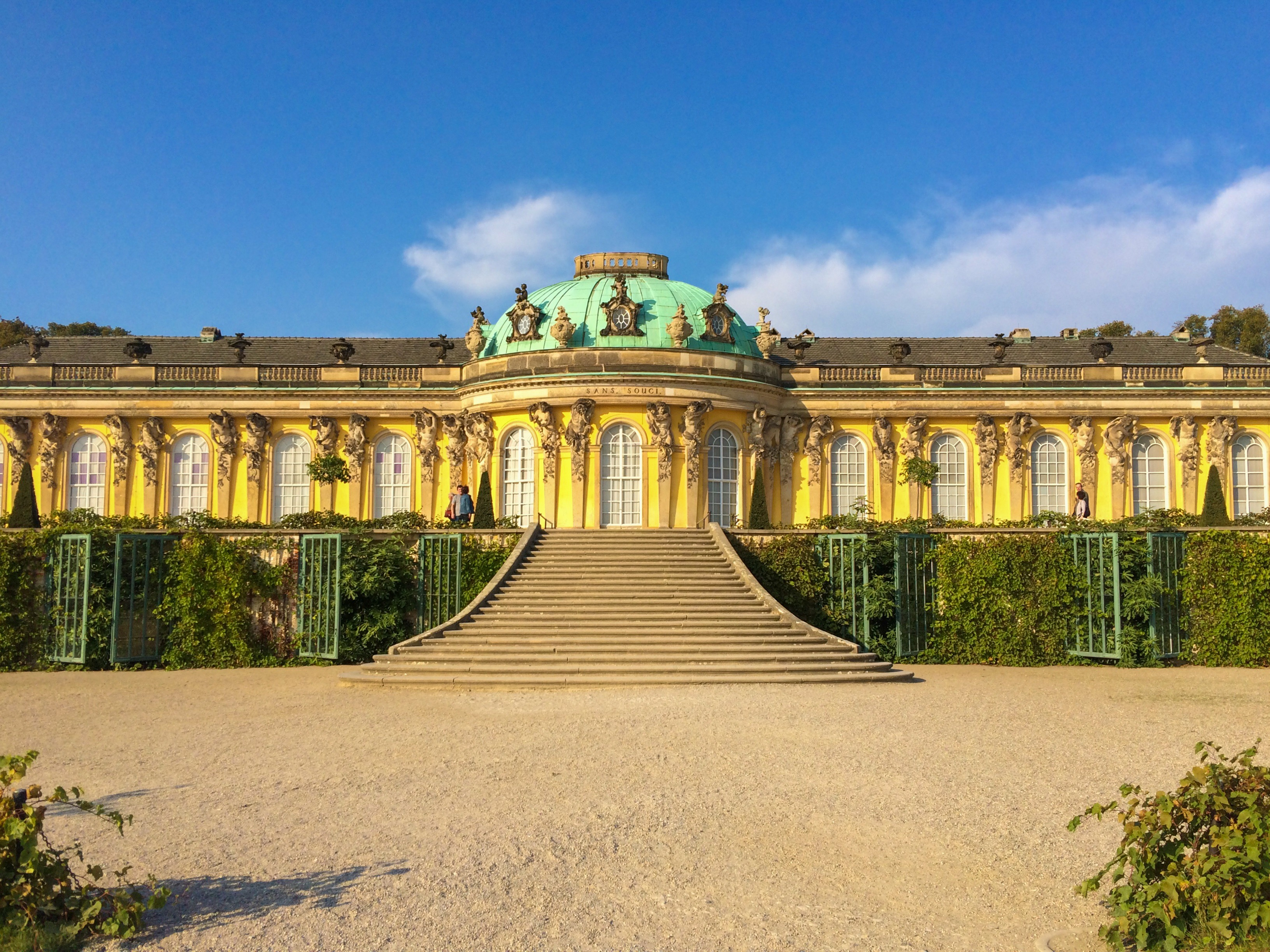
Palais de Sans-Souci (Potsdam).
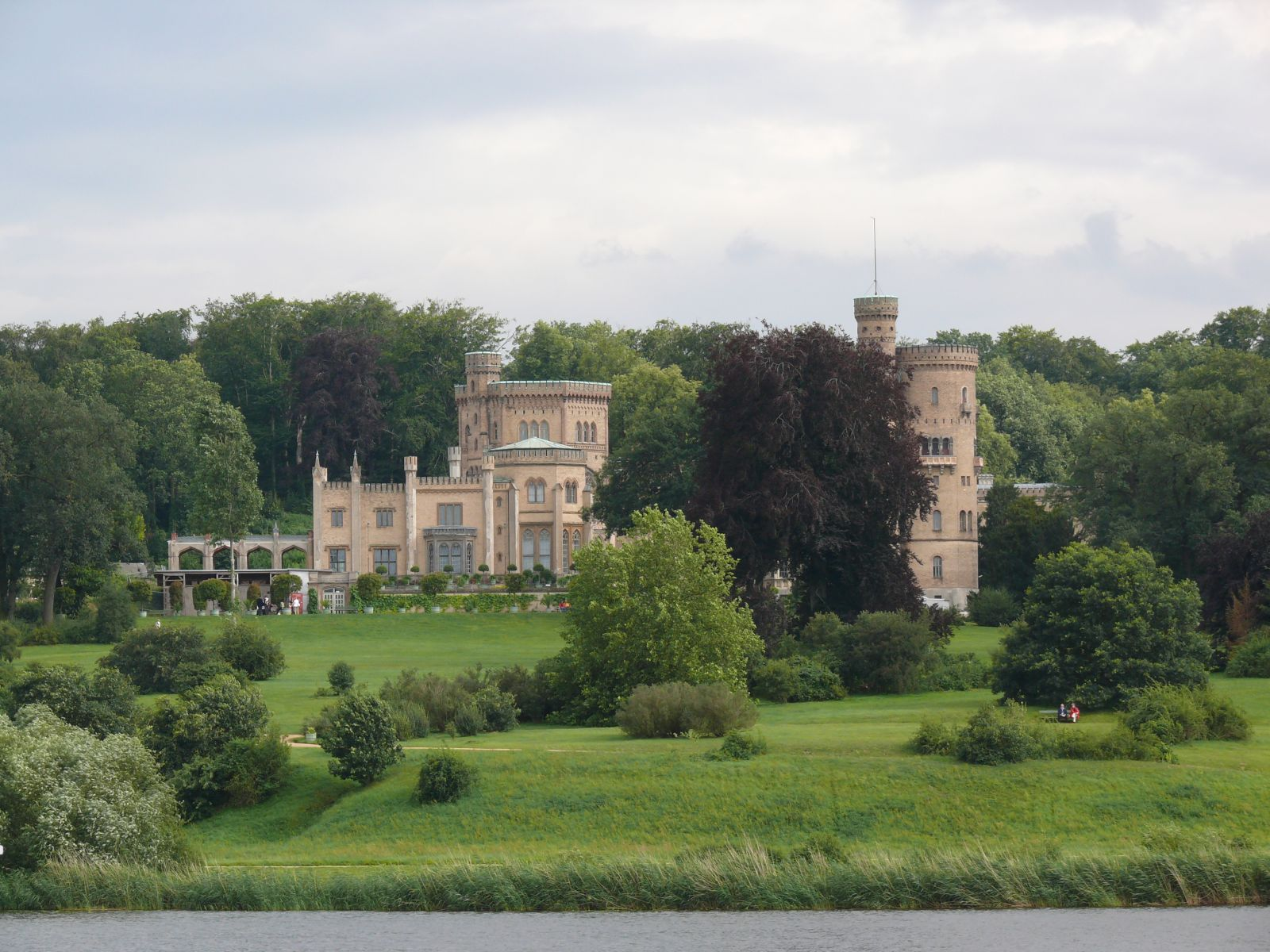
Château de Babelsberg (Potsdam).
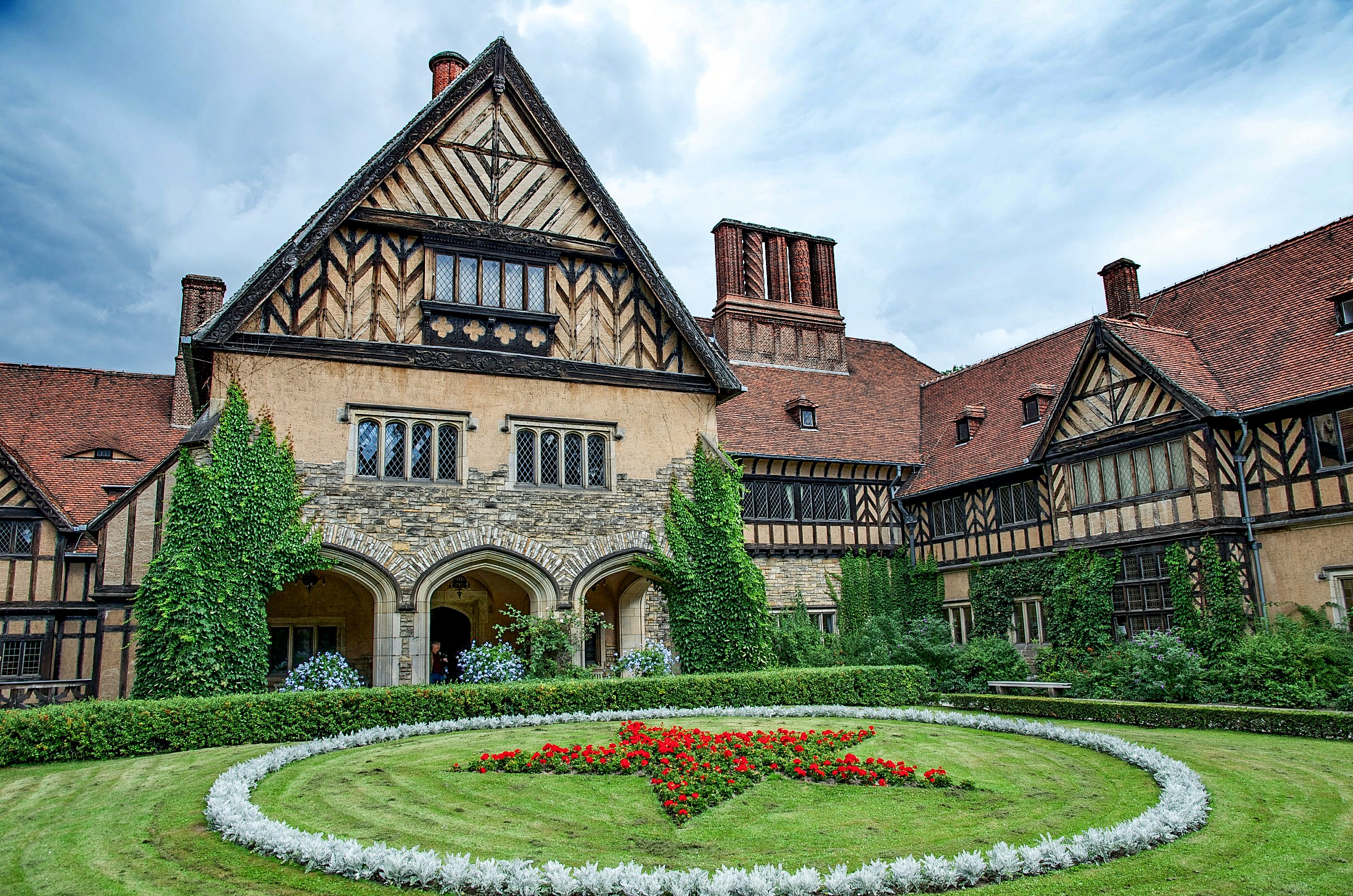
Château de Cecilienhof (Potsdam).
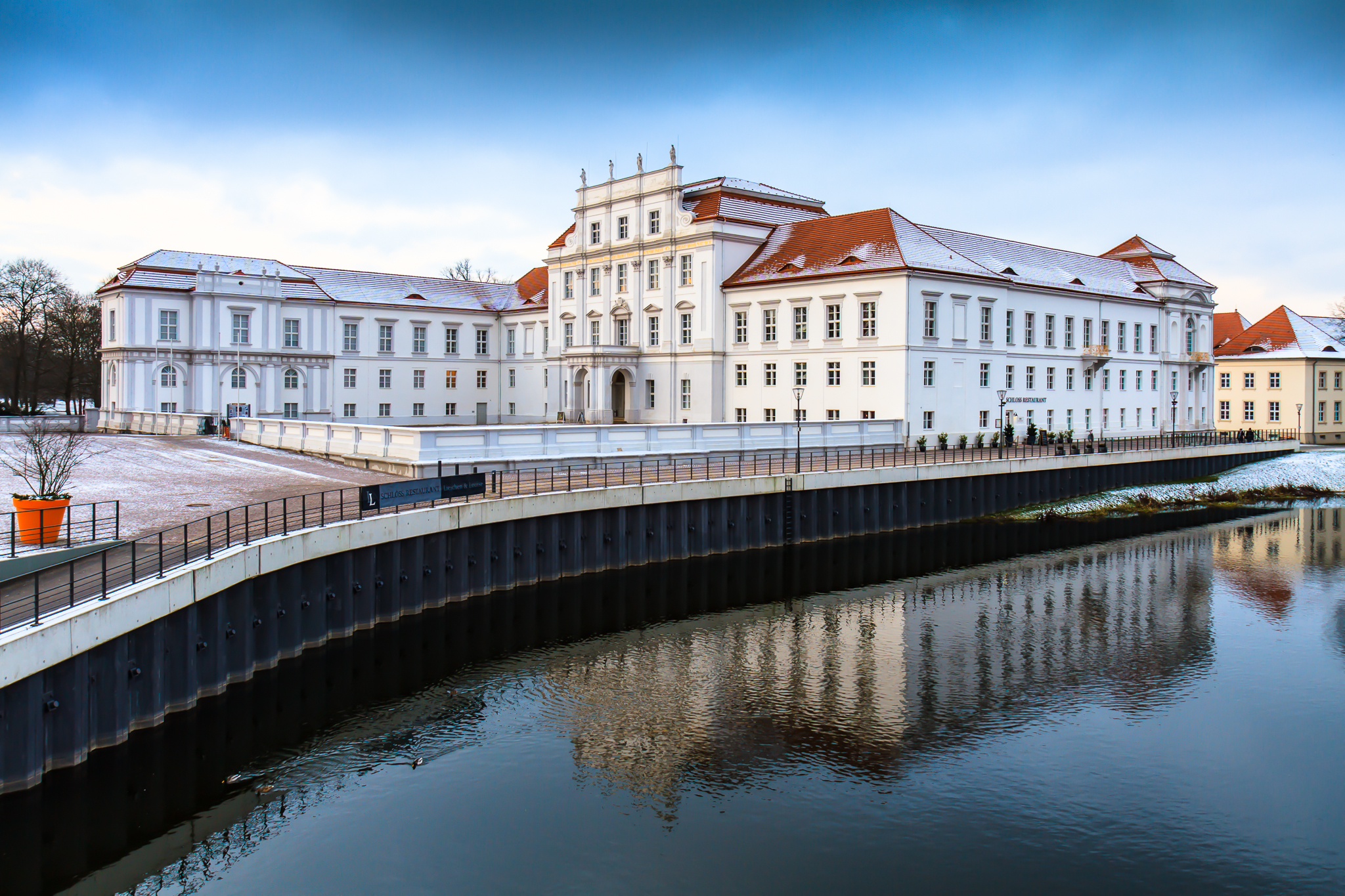
Château de Oranienburg.
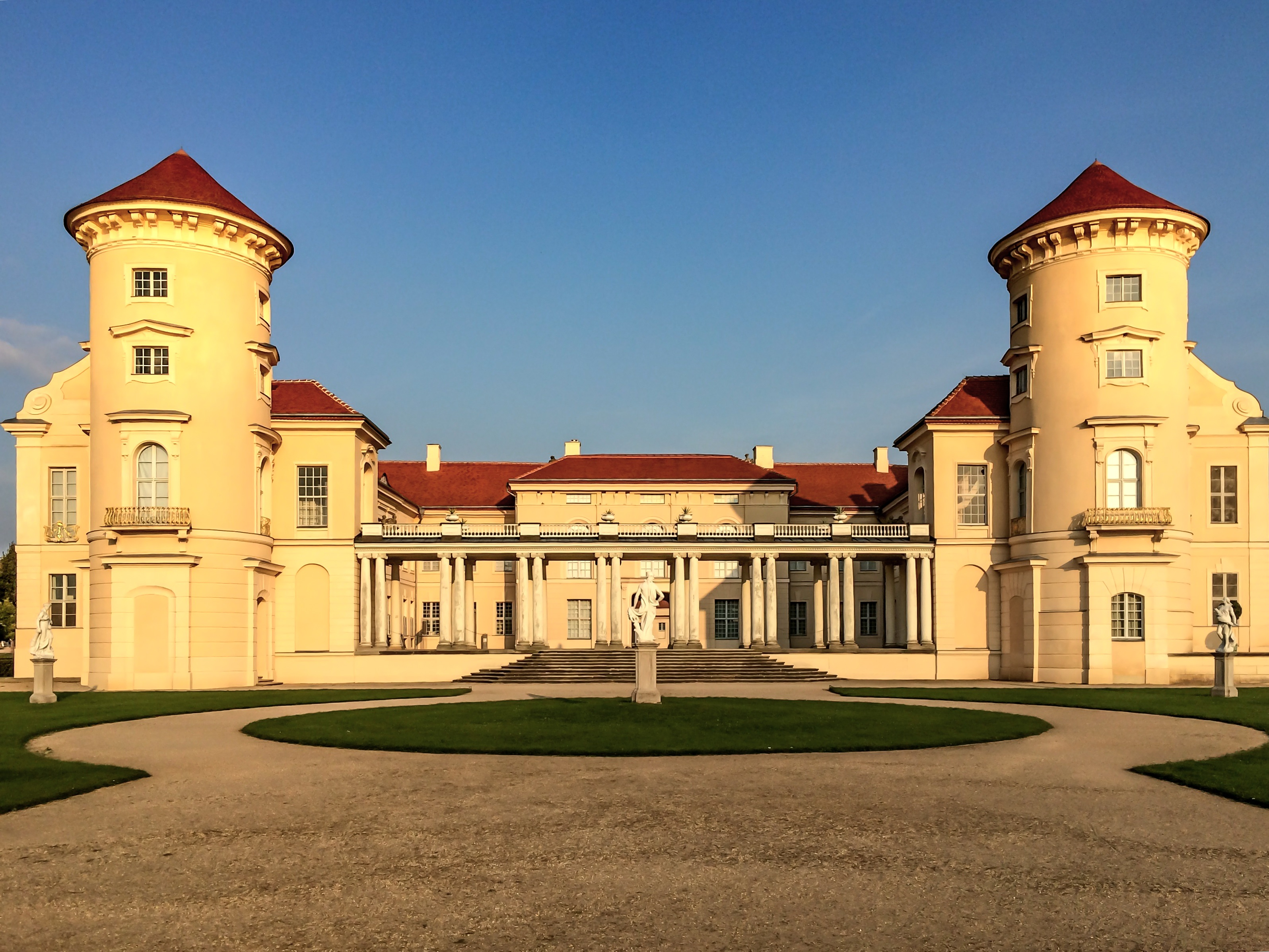
Château de Rheinsberg.
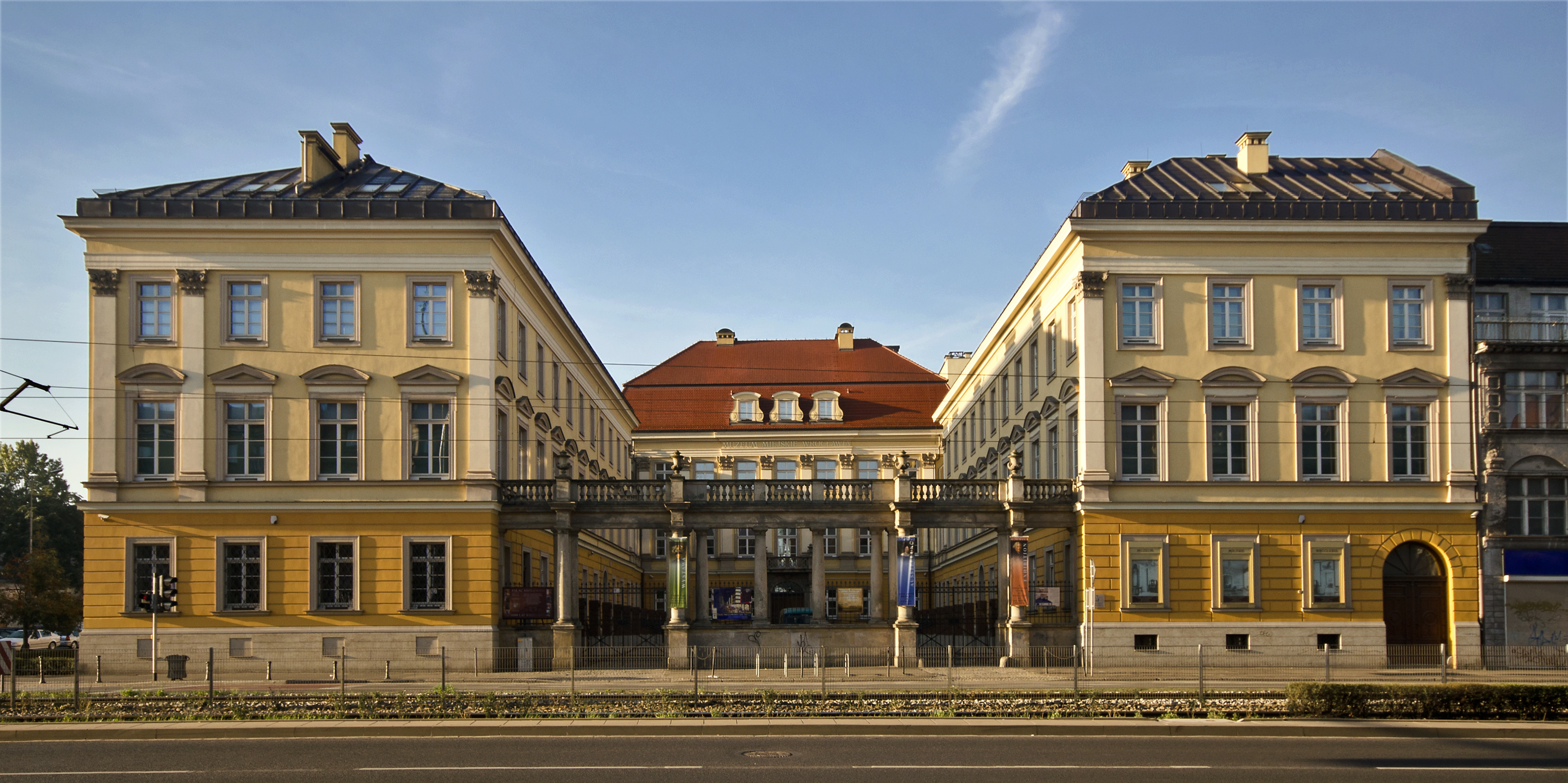
Palais de Wrocław (Silésie).
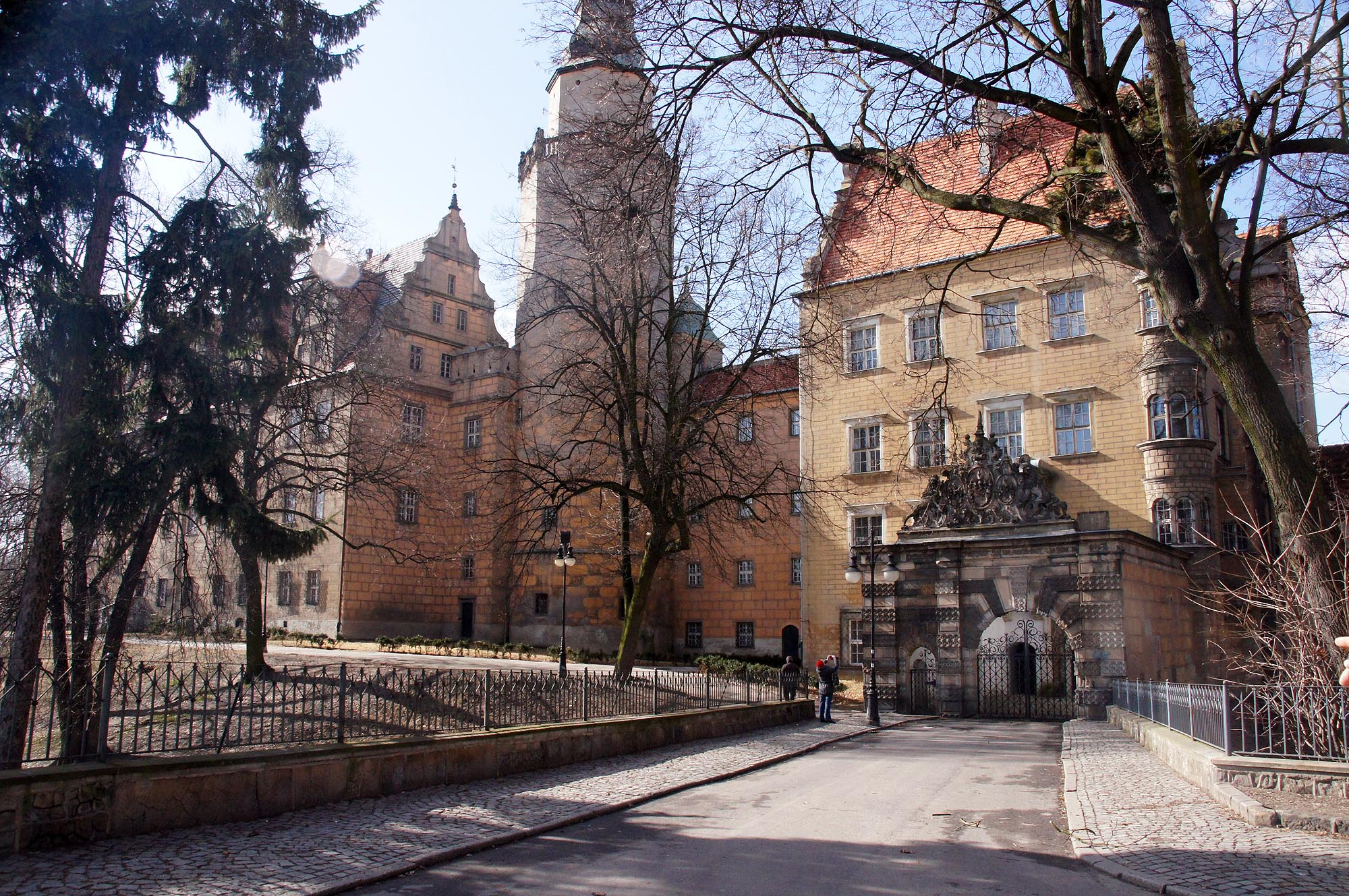
Duché d'Œls (Silésie).
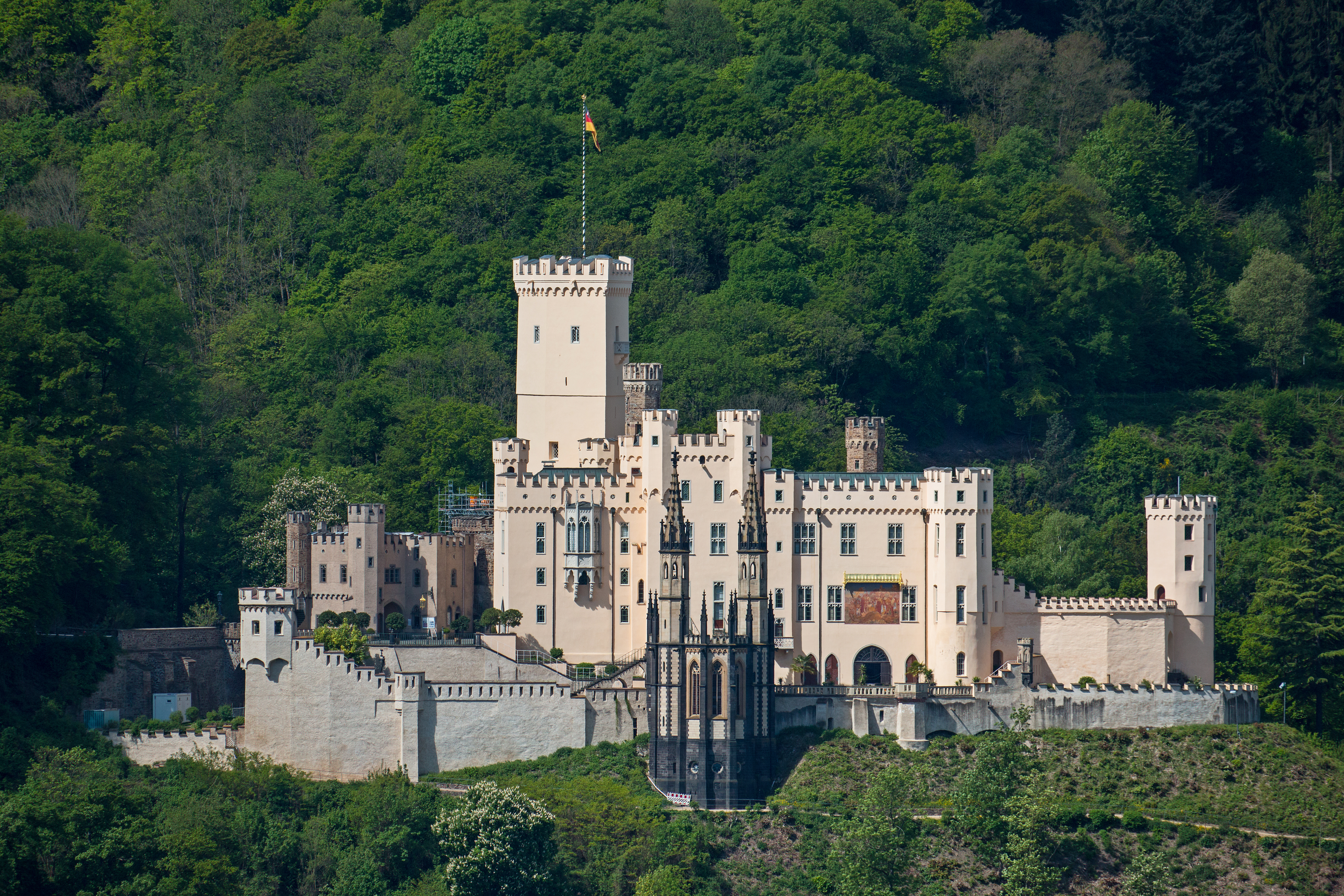
Château de Stolzenfels.

### Infographie
- Nathalie Versieux, « La famille de Guillaume II réclame son héritage », sur Le Temps (quotidien suisse), 26 juillet 2019 (consulté le 3 octobre 2019)
- Pierre Avril, « Les Hohenzollern veulent récupérer les châteaux du temps de leur splendeur », sur Le Figaro, 2 octobre 2019 (consulté le 3 octobre 2019)